# Bileffahi
Bileffahi är en ö i Maldiverna. Den ligger i den norra delen av landet, 250 km norr om huvudstaden Malé. Geografiskt är den en del av Miladhunmadulu atoll och tillhör administrativt Shaviyani. 